# 傑克遜維爾 (喬治亞州湯斯縣)
傑克遜維爾（英語：Jacksonville）是位於美國喬治亞州湯斯縣的一個非建制地區。該地的面積和人口皆未知。

## 地理
傑克遜維爾的座標為34°55′04″N 83°51′27″W / 34.91778°N 83.85750°W，而該地的平均海拔高度為594米（即1949英尺）。